# Arrakis
Arrakis este un alt nume al planetei deșert Dune, din monumentala operă a lui Frank Herbert. Arrakis este nu numai cea de-a treia planetă a sistemului solar Canopus, dar și locul de început al poveștii lui Muad'Dib și a încercării sale de a transforma în realitate un străvechi vis al omenirii: metamorfozarea prin terraformare a planetei acoperită total de nisip într-o planetă asemănătoare Pământului.
Acțiunea romanului Dune se petrece într-un viitor imaginar al civilizației pămâtenilor, în care Dune este intenționat menținută ca un deșert planetar de tip saharian pentru a permite „viermilor” să trăiască în mediul lor natural. Acest lucru este necesar întrucât viermii sunt singurele ființe din Univers care stau la baza producerii celei mai valoroase resurse a timpului acțiunii romanului, mirodenia.